# Carduus crispus
Chardon crépu
Espèce
Le Chardon crépu (Carduus crispus L.) est une espèce de plante à fleurs de la famille des astéracées.

## Description

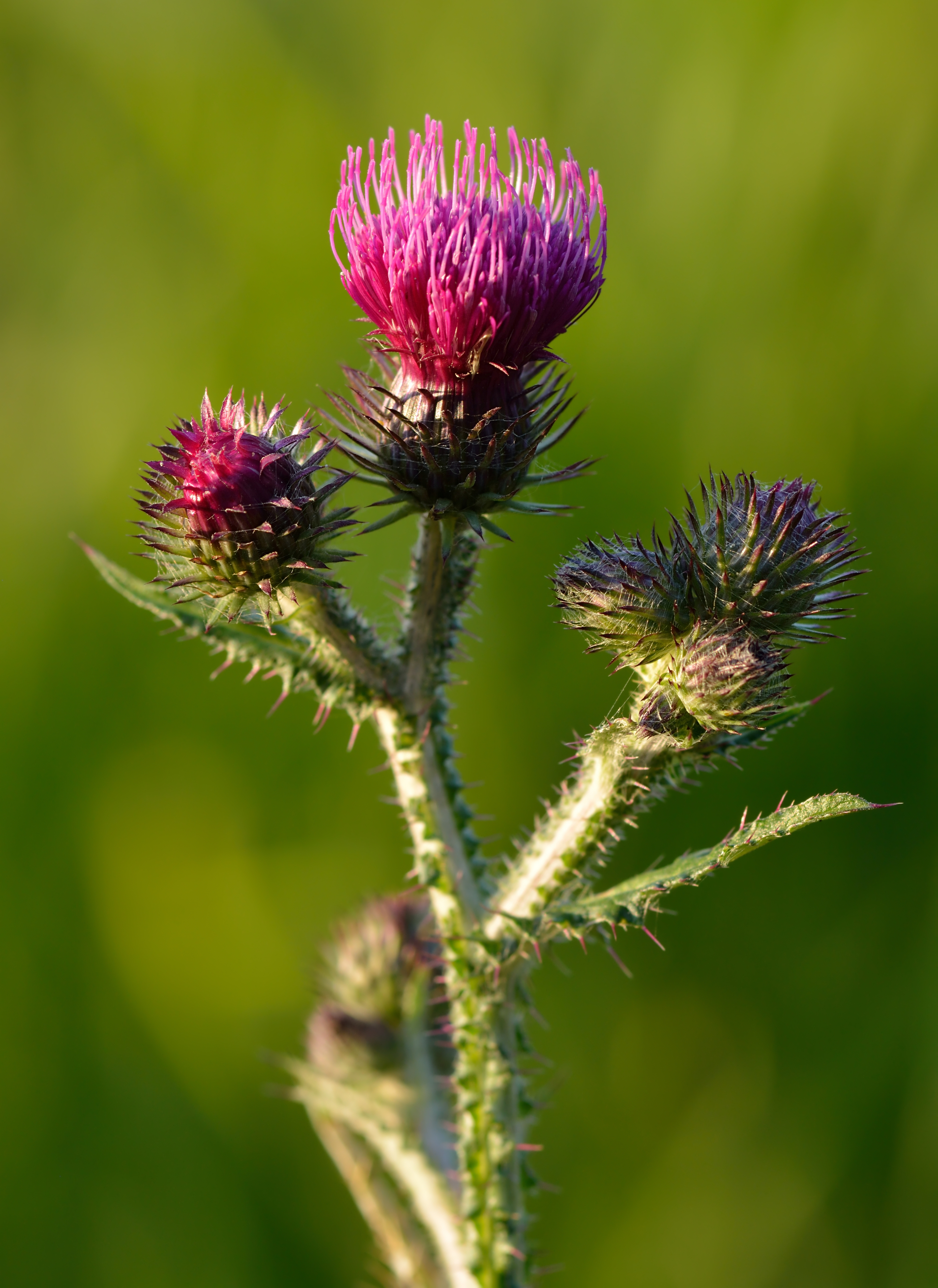
Carduus crispus

Plante herbacée. Hauteur de 30 à 1,50 m. La tige est épineuse. Les fleurs sont de couleur rouge pourpre, groupées en capitule de 15 à 25 mm. Les feuilles sont lancéolées ou elliptiques, lobées ou dentées.

## Biologie
Floraison de juin à septembre. Hémicryptophyte bisannuel. Mellifère.

## Habitat
Bords des chemins, friches, berges de rivières et talus, coupes forestières. Jusqu'à 1 900 m d'altitude.

## Répartition
- Europe occidentale et nord-occidentale pour la sous-espèce multiflorus (synonyme subsp. occidentalis)[1].
- Europe centrale, méridionale et orientale pour la sous-espèce crispus.

## Galerie

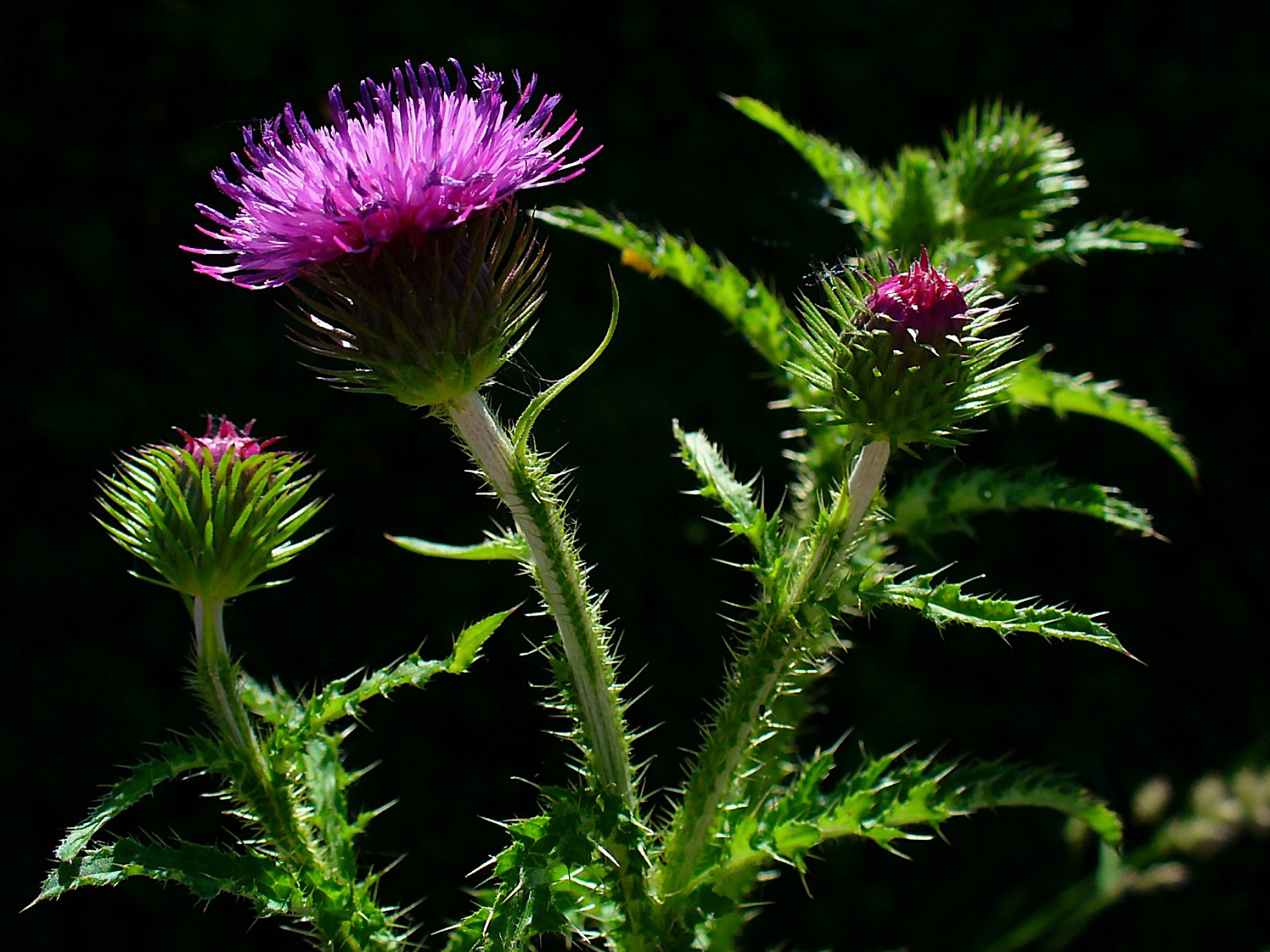
Feuillage et inflorescences.
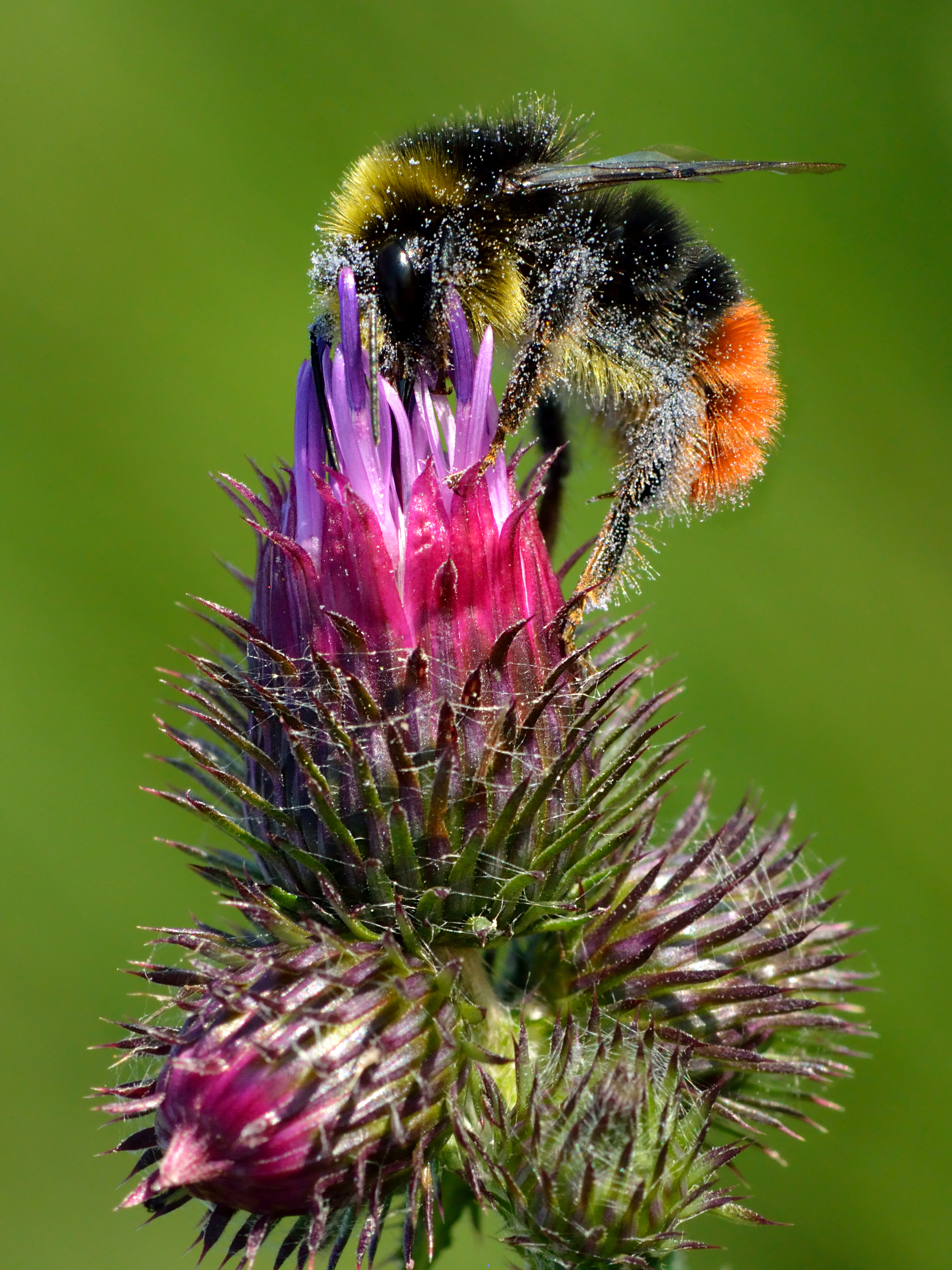
Pollinisation par un bourdon des pierres (Bombus lapidarius).